# Château de la Corbière (Méral)
Pour les articles homonymes, voir Corbière.
Le Château de la Corbière était un château français, aujourd'hui lieu disparu, situé à Méral, dans le département de la Mayenne et la région des Pays de la Loire. Le lieu est situé à 2 000 mètres au sud du bourg..

## Désignation
- H. de Corberia, 1078 (Cartulaire de Vendôme, t. I, p. 417).
- Z. de Corberia, 1234 (Titres des Bonshommes).
- Es fez au seignour de la Corbière, 1305 (Cartulaire de Méral).
- Le domaine et hébergement de la Corbière, 1437.
- La Corbière, ferme (Carte de Cassini).

## Historique
Il s'agissait d'un fief et domaine mouvant de Craon pour « l'hébergement, domayne et demeure de la Corbière, la mothe, estangs, viviers, douves et touches de boys, LXXX journaulx de terre, X hommées de pré, et LX journaulx de terre en boys, garennes, hayes deffensables, moulins à bled et à tan, chaussées, refoul et pescheries de Courbeure entre le chemin de Livré à Craon, et la rivière d'Udon » ; — et de Méral pour la « vayrie, XX journaux de landes près les landes de Méral et le Chesne-Bourée », 1459. Le seigneur avait droit de foire à La Selle-Craonnaise, à la Saint-Mathieu..

## Famille
Une famille noble qui tire son nom de la Corbière de Saint-Quentin-les-Anges. La Corbière de Méral et la Corbière de Saint-Thomas-de-Courceriers ne furent possédées que pendant un petit nombre de générations par des familles du même nom.

## Sources et bibliographie
- « Château de la Corbière (Méral) », dans Alphonse-Victor Angot et Ferdinand Gaugain, Dictionnaire historique, topographique et biographique de la Mayenne, Laval, A. Goupil, 1900-1910 [détail des éditions] (BNF 34106789, présentation en ligne)